# Falcon de Cava
 (mai 2025).
Falcon (mort le 6 juin 1146) est un religieux italien, sixième abbé de l'abbaye de l'abbaye territoriale de la Très-Sainte-Trinité de Cava. Il est vénéré comme bienheureux par l'Église catholique.

## Biographie
Falcon, né à Noepoli, embrasse la vie monastique dès son jeune âge sous la direction de l'abbé saint Pierre Pappacarbone, se formant aux principes de la spiritualité bénédictine.
En 1122, encore jeune, Falcon est chargé d'être prieur de l'important monastère de Santa Maria di Cursosimum près de Noepoli, situé au cœur du Val Sarmento et du parc national du Pollino dépendant de l'abbaye de Cava.
À la mort du bienheureux Siméon, survenue le 6 novembre 1141, Falcon est élevé au rang de supérieur général et devient abbé de Cava. C'est un juriste éminent et apprécié, appelé à plusieurs reprises par le roi Roger II de Sicile et par les évêques pour régler des questions canoniques, des querelles et des différends. Il est un excellent orateur et un excellent administrateur.
Dans son gouvernement qui a duré environ 5 ans et 7 mois, Falcon, grâce à son travail, obtient de nombreux dons de monastères et d'églises, de biens et de vassaux qui augmentent le patrimoine abbatial qui s'étend de la Campanie à la Basilicate.
La ferme de Tramutola est liée à Falcon et à son aumônier Giovanni di Marsico. L'aumônier de l'abbaye Giovanni, originaire de la région et avec une famille bien en vue, attire la sympathie de quelques riches seigneurs locaux qui font don de l'église de San Pietro di Tramutola à Badia di Cava. En juin 1142, l'évêque Giovanni est invité à l'abbaye de Cava et dans cette circonstance, il fait également don du monastère de Sant'Angelo ad Casellas à l'abbé Falcon. À la suite de cela l'abbé Falcon obtient également la baronnie de Tramutola au profit de l'abbaye.
Il meurt le 6 juin 1146 et son corps est placé dans la chapelle Sainte-Catherine. Une plaque de marbre blanc ornée de cinq disques est placée sur sa tombe, 3 en porphyre et 2 en vert ancien. En 1675, il est exhumé et ses reliques sont recueillies dans une urne et transférées dans un lieu proche de la chapelle des Saints-Pères. Maintenant, les reliques reposent à nouveau à l'endroit d'origine sous l'autel de sainte Scholastique qui occupe l'endroit où, dans l'ancienne basilique, se trouvait la chapelle Sainte-Catherine.
Le culte de Falcon et son statut de bienheureux ont été confirmés le 16 mai 1928 par le pape Pie XI, ainsi que celui des sept autres abbés de l'abbaye.